# فرید مصطفوی
فرید مصطفوی (زاده ۱۳۳۳ در تهران) فیلم‌نامه‌نویس اهل ایران است.
درکارنامه ایشان جایزه بهترین فیلم‌نامه به همراه رخشان بنی اعتماد از هفتاد و یکمین جشنواره فیلم ونیز برای فیلم قصه‌ها دیده می‌شود.
وی اکنون مشغول نگارش فیلمنامه ای زندگینامه ای درباره سهراب شهید ثالث فیلمساز مشهور ایرانی است که قرار است مرتضی فرشباف آنها را‌ کارگردانی کند.

## نویسنده
- کفشهایم کو؟ (۱۳۹۴)
- قصه‌ها (۱۳۹۰)
- زادبوم (۱۳۸۷)
- خون‌بازی (۱۳۸۵)
- تقاطع (۱۳۸۴)
- عصر جمعه (۱۳۸۴)
- گیلانه (۱۳۸۳)
- شکلات (۱۳۸۲)
- زهر عسل (۱۳۸۱)
- زندان زنان (۱۳۷۹)
- زیر پوست شهر (۱۳۷۹)
- رویای نیمه شب تابستان (۱۳۷۳)
- بدل (۱۳۷۲)
- امید (۱۳۷۰)
- پول خارجی (۱۳۶۸)
- روز باشکوه (۱۳۶۷)
- پاییزان (۱۳۶۶)
- خارج از محدوده (۱۳۶۶)

## جشنواره‌ها
- برنده جایزه شیرنقره ای بهترین فیلمنامه مشترکا‌ با رخشان‌ بنی اعتماد از جشنواره فیلم ونیز برای فیلم‌ قصه ها - ۱۳۹۰
- برنده سیمرغ بلورین بهترین فیلم‌نامه (خون بازی) در بیست و پنجمین دوره جشنواره فیلم فجر - ۱۳۸۵
- برنده سیمرغ بلورین بهترین فیلم‌نامه (زادبوم) در بیست و هفتمین دوره جشنواره فیلم فجر - ۱۳۸۷
- برنده تندیس بهترین فیلم‌نامه (زندان زنان) در ششمین دوره جشن خانه سینما - ۱۳۸۱
- برنده تندیس بهترین فیلم‌نامه (تقاطع) در دهمین دوره جشن خانه سینما - ۱۳۸۵
- کاندیدای بهترین فیلم‌نامه (عصر جمعه) در بیست و چهارمین دوره جشنواره فیلم فجر - ۱۳۸۴
- کاندیدای بهترین فیلم‌نامه (زیر پوست شهر) در چهارمین دوره جشن خانه سینما - ۱۳۷۹
- کاندیدای بهترین فیلم‌نامه (عصر جمعه) در دهمین دوره جشن خانه سینما - ۱۳۸۵
- کاندیدای بهترین فیلم‌نامه (خون بازی) در یازدهمین دوره جشن خانه سینما - ۱۳۸۶